# Hôtel des Sauvages
L'hôtel des Sauvages est un immeuble situé à Rouen, en Seine-maritime. Il fait l’objet d’une inscription au titre des monuments historiques depuis le 27 octobre 1953.

## Localisation
L'édifice est situé au no 80, quai du Havre et no 2, boulevard des Belges.

## Historique
Construit dans le premier tiers du XIXe siècle à la suite du plan général d'alignement des constructions sur la Seine, il est un des rares témoignages du front de Seine de Rouen.
La construction des quais hauts se faisant plus à l'est, il échappe à la démolition d'après-guerre ainsi qu'à celle des années 1960-1970.

## Description
Ce bâtiment est marqué par la présence de cariatides sur sa façade sud. Ces quatre cariatides représentent des Indiens, témoignages de l'activité portuaire et des voyages vers le Nouveau Monde.
Il est composé d'un rez-de-chaussée marqué par les cariatides, d'un étage noble et d'un étage en attique.

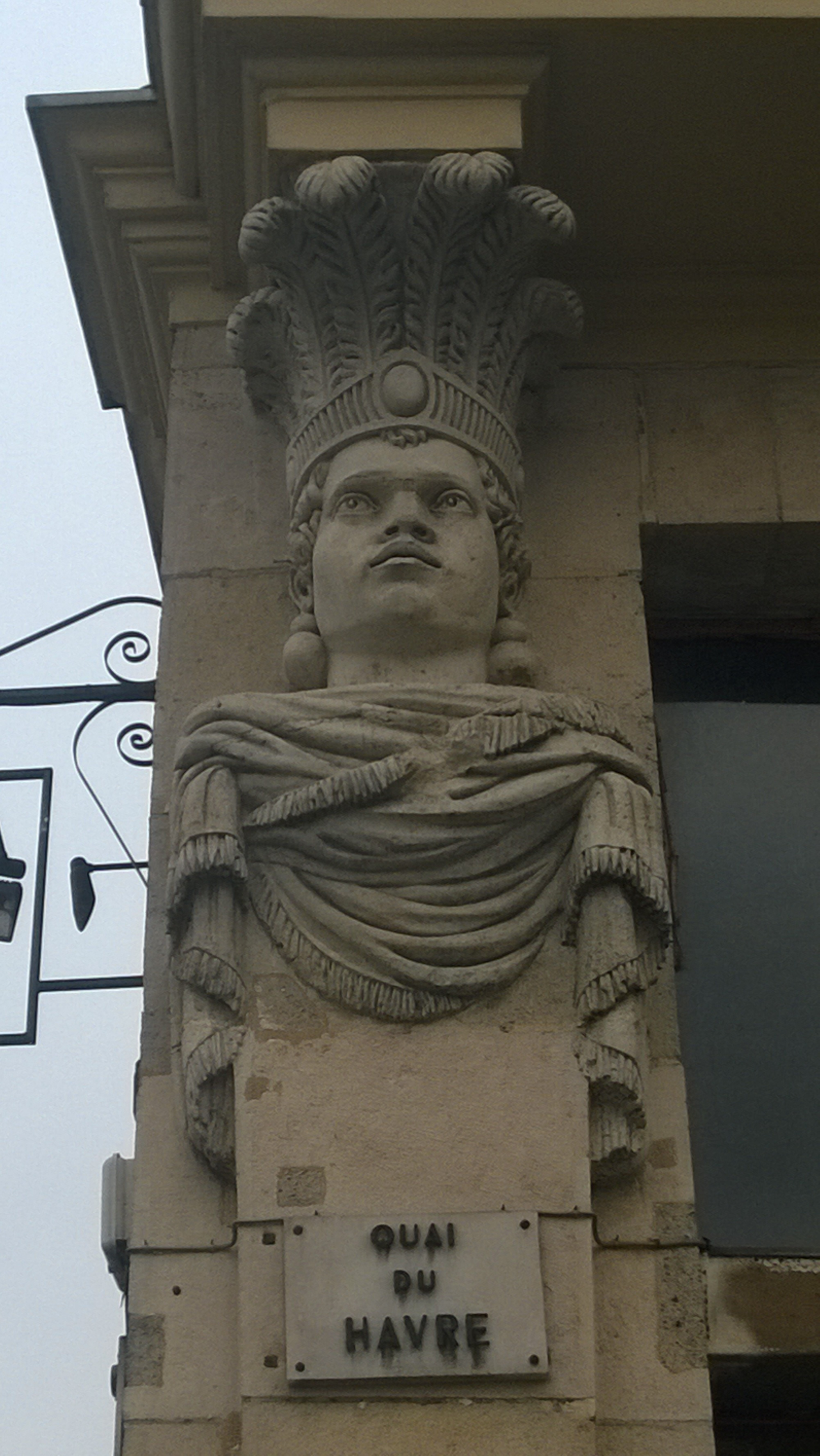
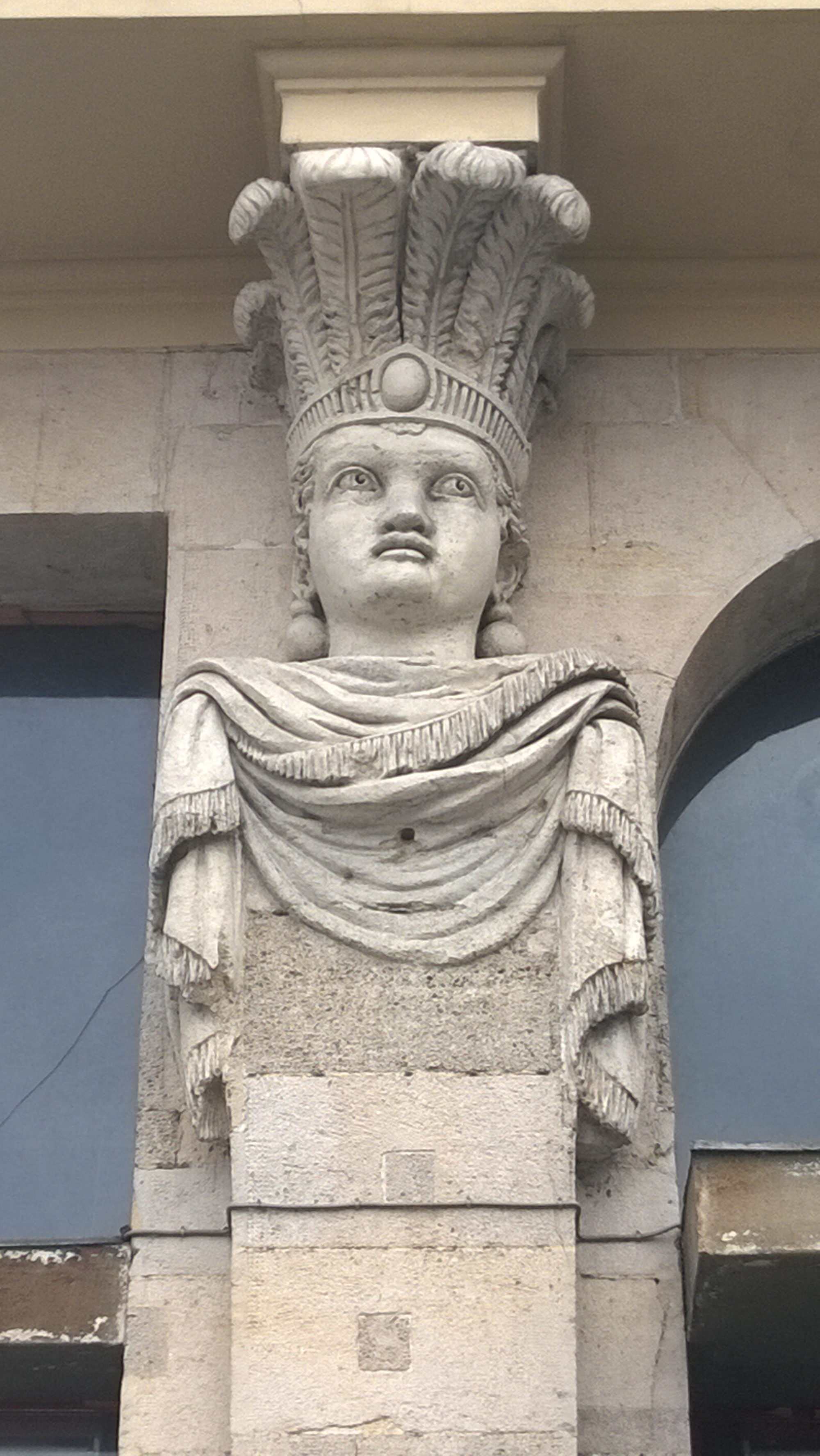
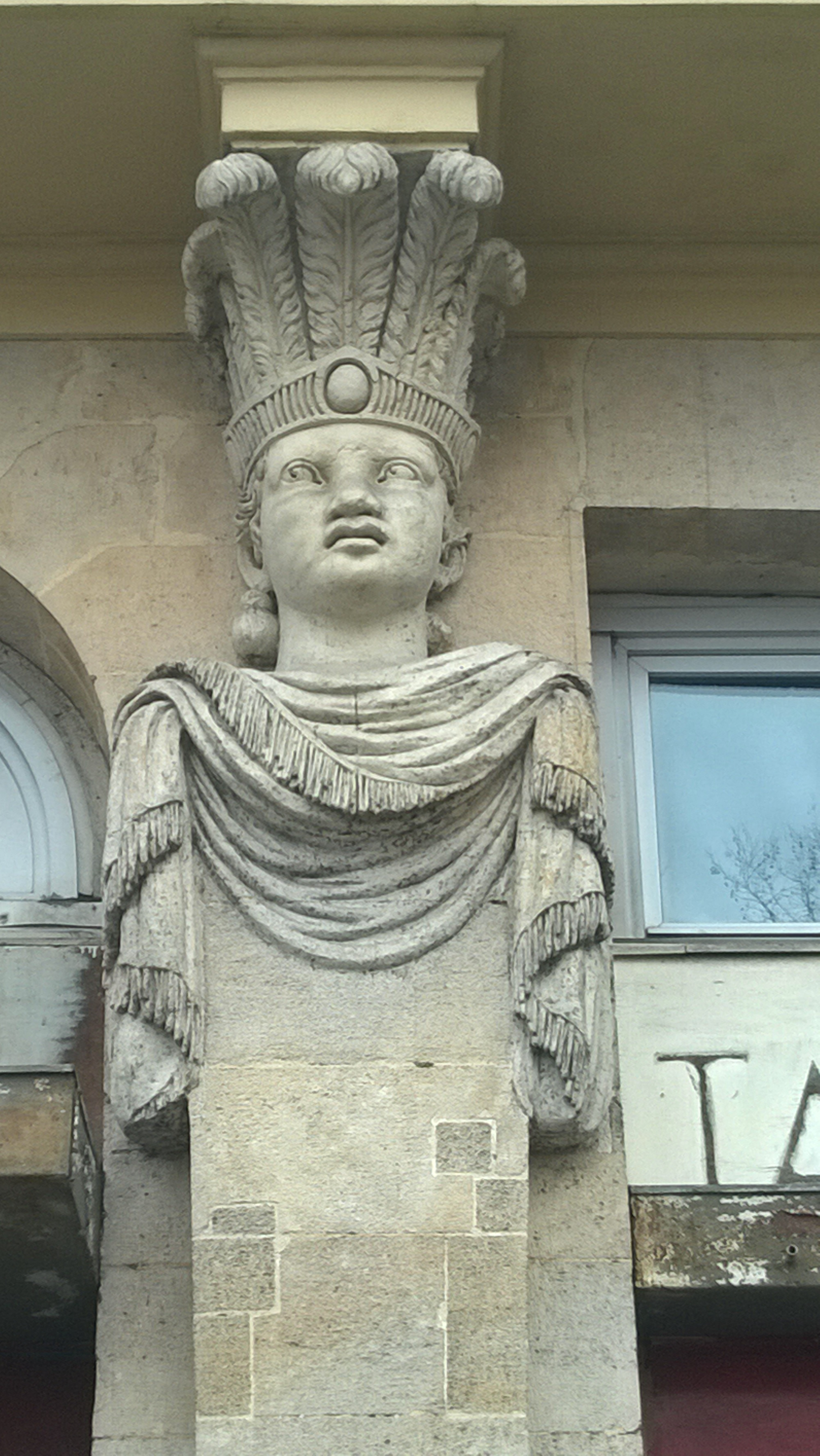
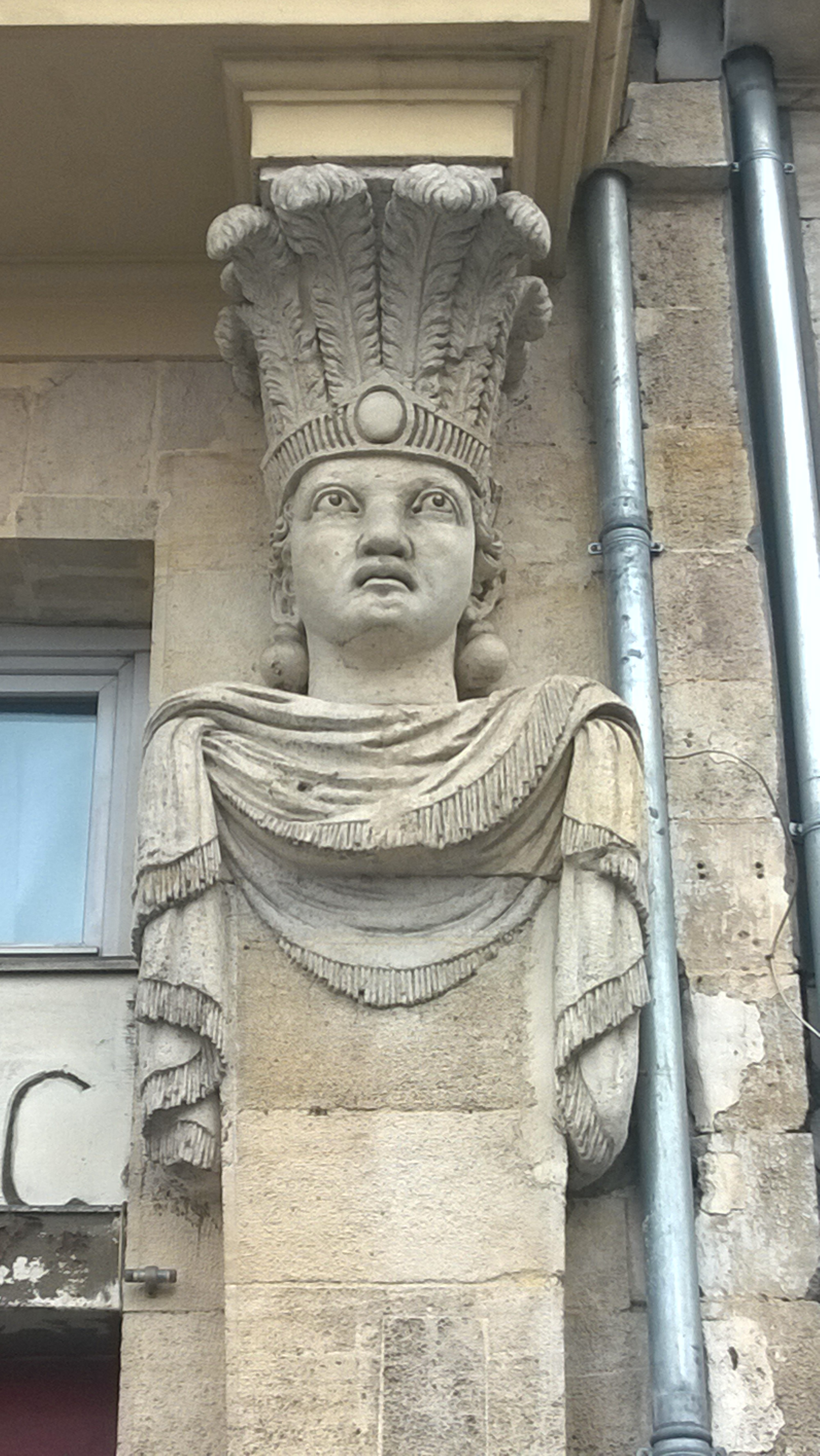